# 千早操車場
千早操車場（ちはやそうしゃじょう）は、福岡県福岡市東区水谷の鹿児島本線上（千早駅 - 箱崎駅間）にある操車場である。博多臨港線（貨物線）が分岐する。

## 概要
前身である香椎操車場（かしいそうしゃじょう）は、1942年（昭和17年）11月14日付で、香椎駅西部待避線の名称で博多臨港線の分岐点として開設された。戦後は拡張を重ねて、1959年（昭和34年）12月15日付で香椎操車場に改称し、門司・鳥栖と並ぶ門司鉄道管理局管内における本社指定ヤードとなり、鹿児島本線の貨車集約・中継基地の一つとして機能していた。博多地区や長崎地区を発駅とする鮮魚特急列車の中継基地でもあった。
最盛時の香椎操車場は、西側を併走する西鉄貝塚線の香椎宮前駅付近から名島駅付近に至り、直交幅は最大200m余りの広大な操車場であった。
香椎操車場縮小・整理と並行して香椎副都心土地区画整理事業が行われた。中心部は西鉄千早駅に横付けする形で千早駅が開業した。香椎宮前駅から千早駅まで付近は、本線、本駅以外の敷地はほぼ用途地域変更され、商用施設に転換された。千早駅から名島駅まで付近は、直交幅が大幅に縮小されて、千早操車場として開設した。
香椎宮前駅から名島駅まで付近は、JR、西鉄貝塚線、駅舎と千早操車場も含めて、全て高架化された。
商業用地に転換された跡地では、土地区画整理事業により整備され、NTTドコモ香椎ビル、ベスト電器New香椎店、コナミスポーツクラブ福岡香椎、ヤマダ電機テックランド福岡香椎本店等に整備された。

## 歴史
- 2003年（平成15年）7月7日：九州旅客鉄道（JR九州）の千早駅と共に使用開始。

## 周辺
- 西鉄貝塚線名島駅
- 国道3号
- 日本郵便 福岡名島郵便局
- 多々良川 - 名島橋
- 福岡国道事務所
- 福岡市立名島小学校
- 東市民プール
- 名島運動公園
- 名島公民館

## 隣の駅
九州旅客鉄道（JR九州）
鹿児島本線
千早駅 - 千早操車場 - 箱崎駅
当操車場 - 箱崎駅間に貝塚新駅（仮称）を設置する予定となっている。
日本貨物鉄道（JR貨物）
博多臨港線（貨物線）
香椎駅 - （千早駅） - 千早操車場 - 福岡貨物ターミナル駅